# 豊後高田警察署
豊後高田警察署（ぶんごたかだけいさつしょ）は、大分県警察が管轄する警察署の一つである。

## 沿革
- 1877年（明治10年）2月 - 設置。
- 1990年（平成2年）9月26日 - 現在地に新築移転（鉄筋コンクリート構造3階建）。
- 2005年（平成17年）3月31日 - 高田警察署から豊後高田警察署に名称変更。

## 駐在所
- 都甲警察官駐在所 - 豊後高田市松行54-18
- 田染警察官駐在所 - 豊後高田市田染横嶺358-1
- 真玉警察官駐在所 - 豊後高田市中真玉1664
- 香々地警察官駐在所 - 豊後高田市見目172

## アクセス
- 大交北部バス 高田市役所前停留所下車